# I 〜人に生まれて〜
『I 〜人に生まれて〜』（あい　ひとにうまれて、原題：生而為人、英題：Born to be Human）は、2021年の台湾映画。
監督・脚本を務めたリリー・ニーは、本作が長編劇映画デビューとなった。
また、本作が映画初主演となったリー・リンウェイは、少年から少女に変化するという難役を演じ抜き、第16回大阪アジアン映画祭で薬師真珠賞を受賞している。
日本では、2021年3月11日より第16回大阪アジアン映画祭で『人として生まれる』のタイトルで公開され、2023年9月22日より東京・シネマート新宿ほか劇場にて全国公開された。

## ストーリー
シーナン（リー・リンウェイ）はゲームが好きな14歳の少年。ある日の授業中、彼は激しい腹痛に襲われトイレに駆け込むと、尿が血のように赤く染まっていた。その後も症状が続き、膀胱がんなどの深刻な病気を恐れ、両親に病院に連れられるシーラン。そこで医師から両親に伝えられたのは、シーナンが「性分化疾患（インターセックス）」であること、そして、インターセックスの医療介入を推奨するということだった。両親はシーナンに病気のことを隠したまま、医療的な手術介入を受けることを決めてしまう。手術後、目を覚ましたシーナンは、自分の身体が変化していることに戸惑い、絶望を抱える。それでも前に進むために、シーナンは女性「シーラン」として、環境を変え生活を始める。
心では男性と認識していても体や周りからの目が女性となっていることへの葛藤、新しくできた女友達へ真実を隠し続ける難しさ、自身の運命を変えた両親への怒り…様々な困難に直面しながらも生きる少年を描いた社会派ドラマ。

## キャスト
- シーラン（楊世南） / シーナン（楊詩蘭） - リー・リンウェイ（中国語版）（李玲葦）
- 陳潔（楊の母） - ベラ・チェン（陳雪甄）
- 李培瑞 - イン・ジャオトー（尹昭德）
- 李母 - リー・シュァン（李璇）
- 楊國英（楊の父） - リー・シンウェン（李興文）
- 張天琦 - ボニー・リャン（梁洳瑄）
- 顧淑娟 - フランシス・ウー（吳兆絃）
- 張月雪（天琦のママ） - シュウ・シャオホン（周孝虹）
- 吳源 - アンダーソン（安德森）
- 許甜 - ボク・メイ（睦媄）
- 王魏（生物の先生） - イン・チョンミン（尹仲敏）

## スタッフ
- 監督・脚本： リリー・ニー（中国語版）
- エグゼクティブプロデューサー：イー・ジャヤン
- ラインプロデューサー：ドン・ディンアン
- 撮影：リュウ・サンラン
- 照明：ロ・コチョウ
- キャスティング：ユウ・ホイティン
- 美術：チャン・ユーチン
- 衣装：ウェイ・ロウアン
- 字幕：古川 裕
- 字幕協力：大阪アジアン映画祭
- 日本配給：ライツキューブ

## 映画祭・受賞歴
- 2021年高雄電影節 - Taiwan Trans-border 正式出品
- 第16回大阪アジアン映画祭 - 薬師真珠賞（リー・リンウェイ）
- 2021年ファイブフレーバーズ映画祭 - 正式出品
- 2021年ハワイ国際映画祭 - 正式出品